# Jean Bouin
Alexandre François Étienne Jean (Jean) Bouin (Marseille, 20 december 1888 – Xivray (Meuse), 29 september 1914) was een Franse atleet. Hij nam tweemaal deel aan de Olympische Spelen.

## Biografie

### Titels en records
Bouin werd geboren als kind van de handelaar Louis Michel Bouin en Berthe Emir Pioch. Hij won viermaal het Franse kampioenschap veldlopen en verbeterde op 16 november 1911 op het Franse kampioenschap het wereldrecord op de 10.000 m naar 30.58,8. De 5000 m liep hij in 14.36,8. Op 6 juli 1913 verbeterde hij in Stockholm het wereldrecord op de uurloop naar 19.021.

### Eerste optreden op OS
Bouin kwalificeerde zich voor de Olympische Zomerspelen 1908 in Londen. Op de 1500 m werd hij in zijn serie in 4.17,0 tweede van de drie en mocht hierdoor niet doorstromen naar de finale. Op de 3 mijl voor landenteams finishte hij in zijn serie als eerste in 14.53,0, maar kon aan de finale hiervan niet deelnemen wegens een rel in een bar in Soho, waardoor hij die nacht in een politiecel moest doorbrengen. Frankrijk behaalde in deze discipline echter desondanks de derde plaats.

### Favoriet
Op de Olympische Spelen van 1912 in Stockholm nam Bouin deel aan de 5000 m. Dit nummer zou uitgroeien tot een van de beroemdste atletiekwedstrijden uit die periode. In de series had Jean Bouin met zijn tijd van 15.05,0, een olympisch record en slechts 3,8 seconden verwijderd van het officieuze wereldrecord van de Brit Arthur Robertson, op ondubbelzinnige wijze zijn kandidatuur voor de eindzege gesteld. Direct na de start nam de Fin Hannes Kolehmainen resoluut de kop. Ongeveer halverwege de wedstrijd slaagde Bouin er echter in om die positie van zijn Finse rivaal over te nemen, waarna het tweetal afstand nam van de concurrentie. Met rondjes van 67 en 68 seconden gaf de Fransman zijn Finse rivaal vervolgens geen kans om langszij te komen en sloeg zelfs op 500 meter voor het einde een felle aanval van Kolehmainen af. Bij het ingaan van het laatste rechte stuk had Bouin drie meter voorsprong en niets leek de Fransman een glorieuze overwinning in de weg te staan. Toch kwam Kolehmainen in een uiterste krachtsinspanning op gelijke hoogte, om zich ten slotte met een allerlaatste jump tegen de finishdraad aan te gooien. Beiden verpulverden het wereldrecord, maar Bouin moest zich met 14.36,7 en een zilveren medaille tevreden stellen. Kolehmainen had hem met een honderdste seconde verschil geklopt. Op eerbiedige afstand veroverde de Brit George Hutson met een tijd van 15.07,6 het brons.

### Gesneuveld
Bouin stierf als soldaat van het 163e regiment infanterie in een gevecht bij Xivray, Meuse, 10 mijl ten oosten van Saint-Mihiel. Over de omstandigheden rond zijn dood is nauwelijks iets bekend.

## Trivia
- Een aantal (voetbal)stadions door heel Frankrijk is vernoemd naar Bouin. Zie Stade Jean-Bouin.

## Titels
- Frans kampioen veldlopen - 1909, 1910, 1911, 1912

## Persoonlijke records
| Onderdeel | Prestatie | Datum        | Plaats    |
| --------- | --------- | ------------ | --------- |
| 1500 m    | 4.14,4    | 1911         |           |
| 5000 m    | 14.36,7   | 10 juli 1912 | Stockholm |

## Palmares

### 1500 m
- 1908: 2e in serie OS - 4.17,0

### 5000 m
- 1912:  OS - 14.36,7

### 3 Eng. mijl voor landenteams
- 1908:  OS - 32 punten (Bouin nam alleen deel aan de serie)

### veldlopen
- 1909:  Internationale veldloopkamp. - 58.04
- 1911:  Internationale veldloopkamp. - 54.08
- 1912:  Internationale veldloopkamp. - 51.46
- 1913:  Internationale veldloopkamp. - 51.53

- Bibliothèque nationale de France: cb13514145v (data)
- Gemeinsame Normdatei: 1119079926
- World Athletics: 14862467
- International Standard Name Identifier: 0000 0000 3255 8093
- Library of Congress Control Number: n99274505
- Système universitaire de documentation: 050460412
- Virtual International Authority File: 11643676
- WorldCat: E39PBJxGWMKQXtgCj69hjrdRKd